# Нехай я помру, господи…
«Нехай я помру, господи…» (рос. «Пусть я умру, господи…») — радянський художній фільм, знятий у 1988 році режисером Борисом Григор'євим за сценарієм Галини Щербакової.

## Сюжет
Перед знесенням дитячого будинку практично всіх дітей перевели в інші інтернати, але 6 дівчаток і їх вихователька залишилися. Одна з решти вихованок дитячого будинку, Ольга, отримує пропозицію знятися в кіно в ролі дочки «виїзних» батьків. Однак на зйомках фільму вона знайомиться з абсолютно іншим світом. І це знайомство озлоблює Ольгу, і вона вже зовсім по-іншому сприймає проблеми своїх подруг і майже ненавидить свою виховательку.

## У ролях
- Галина Польських — вихователька дитячого будинку Клавдія Іванівна
- Олена Григор'єва — вихованка дитбудинку Оля Астаф'єва
- Ігор Ледогоров — головний режисер Степан Дьомін
- Іван Лапиков — режисер Іван Іванович
- Лідія Федосеєва-Шукшина — акторка, грає у фільмі маму героїні Олі (камео)
- Леонід Куравльов —  актор, грає у фільмі батька героїні Олі (камео)
- Вадим Захарченко —  актор, грає у фільмі дідуся героїні Олі (камео)
- Рита Гладунко —  акторка, грає у фільмі бабусю героїні Олі (камео)
- Юрій Катін-Ярцев —  сценарист Зяма
- Борис Новиков — чоловік з собакою
- Олег Орлов —  Федір Лєсков, студент ВДІКу, партнер Олі по зйомках
- Марина Левтова — вихованка дитбудинку
- Володимир Грамматиков —  лікар
- Вадим Вільський

## Знімальна група
- Авторка сценарію:  Галина Щербакова
- Режисер:  Борис Григор'єв
- Оператор:  Ігор Клебанов
- Художник:  Марк Горелик
- Композитор:  Георгій Дмитрієв
- Звукооператор:  Дмитро Боголєпов